# Dinostar (train)
Le Dinostar (ダイナスター, Dainasutā) était un train japonais de type Limited Express exploité par la compagnie JR West, qui reliait Fukui à Kanazawa. Le nom du train est un mot-valise formé du mot "Dinosaure" en référence au musée préfectoral des dinosaures de Fukui et du mot anglais "Star" pour devenir Dinostar. Le service s'est arrêté le 15 mars 2024, la veille de l'ouverture du prolongement de la ligne Shinkansen Hokuriku à Tsuruga.

## Gares desservies
Le train circulait de la gare de Fukui (préfecture de Fukui) jusqu'à la gare de Kanazawa (préfecture d'Ishikawa) en empruntant la ligne principale Hokuriku.
| Nom des gares |
| ------------- |
| Fukui         |
| Awaraonsen    |
| Kagaonsen     |
| Komatsu       |
| Kanazawa      |

## Matériel roulant
Les automotrices de série 681 et 683 étaient utilisées pour ce service.

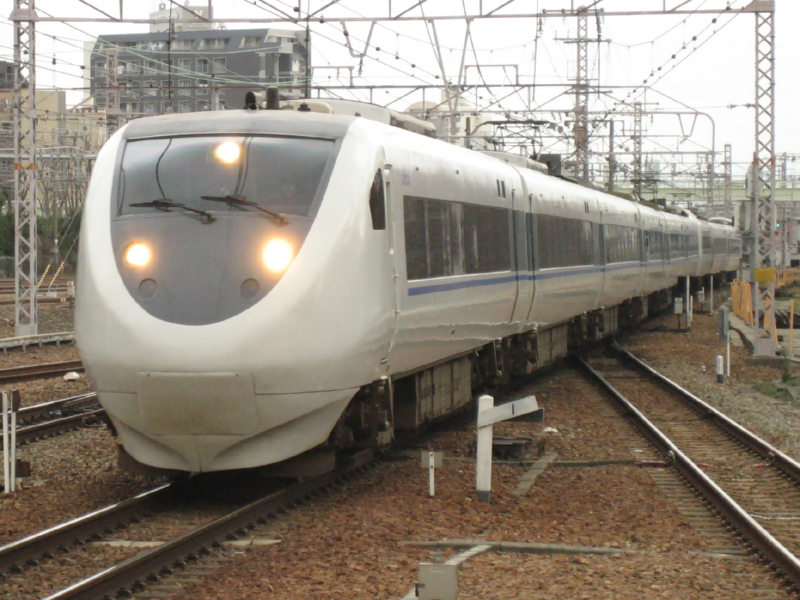
JR West série 681
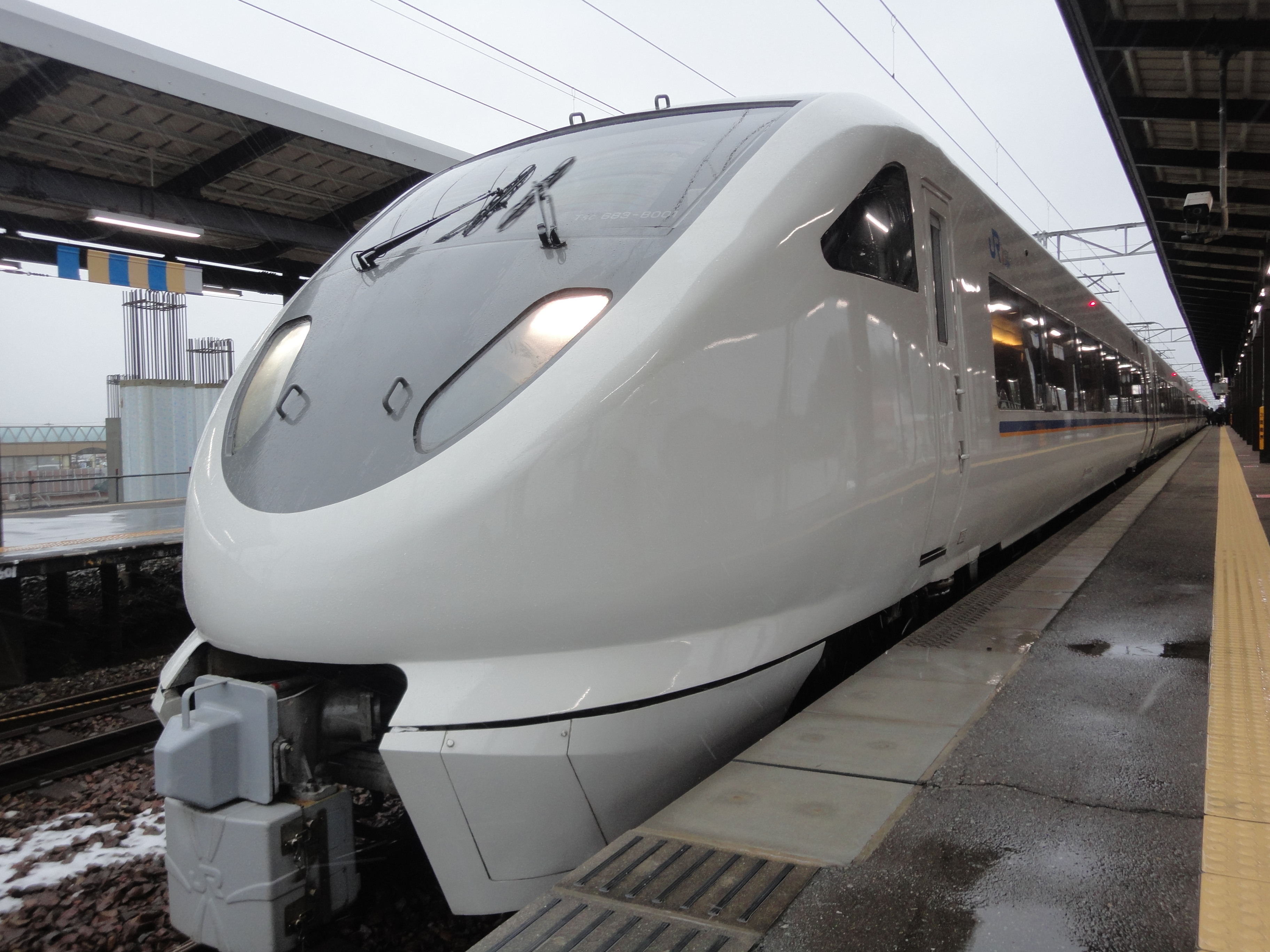
JR West série 683

## Composition des rames
Le Dinostar était constitué de 6 voitures.
- Tous les trains sont complètement non fumeurs.

| N° de voiture | 1     | 2       | 3       | 4       | 5           | 6           |
| Agencement    | Green | Réservé | Réservé | Réservé | Non Réservé | Non Réservé |